# Sky2Fly
Sky2Fly — бесплатная русскоязычная браузерная многопользовательская онлайн-игра (BBMMORPG) в стиле стимпанк, разработанная компанией Aivik, которая состоит в основном из бывших разработчиков «Бойцовского клуба» и «TimeZero». Для игры требуется доступ в Интернет и браузер с установленным плагином для поддержки flash-файлов.
Релиз проекта Sky2Fly состоялся 18 июля 2009 года. В мае 2010 года на конференции Flash GAMM!, Sky2Fly получила награду как «Лучшая игра (категория компания)» на flash. В октябре 2010 года в рамках RIW-2010 (Russian Internet Week) игра была признана лучшей «flash-игрой».
Игра получила положительные отзывы в прессе. Журнал Лучшие компьютерные игры выставил оценку 84 %.

## Игровой мир
Действие игры разворачивается во второй половине третьего тысячелетения н. э. Согласно сюжету игры, в 2012 г. н. э. происходит серия катаклизмов, повлекшая за собой перемещение человечества на летающие острова, образовавшиеся благодаря летану — доселе неизвестному газу, вырывающемуся из растрескавшейся земной коры. Человечество осваивает атмосферу, новые виды живых существ заселяют небо. Сильное вулканическое загрязнение и обилие летающего мусора делает контакты с поверхностью затруднительными, однако выжившие и мутировавшие обитатели земли (известные среди обитателей Неба под именем «низушники») мечтают о возмездии и начинают вторжение на небеса.

## Локации
1. Тихая Гавань (В Тихой Гавани игрок начинает свой путь капитана).
2. Периферия (Здесь игрок сможет встать на сторону повстанцев или присоединиться к чиновникам).
3. Поющий Риф (В Рифе вам предстоит выяснить тайну страшного пирата по прозвищу Кровавый Пит).
4. Заповедник (Вышедшая в недавнем обновлении локация, тесно связана с Поющим Рифом).
5. Бастион (Эту локацию игроку предстоит защищать от Низушников).
6. Осколки (В Осколках игрок может узнать о первом небесном городе Скай Сити и найти икаров).

1) Университет — ведущая научная организация, обеспечивающая научный прогресс. Иногда, правда, с побочными явлениями вроде техногенных катастроф и творениями рук безумных учёных. Считают, что необходимо раскрыть секреты природы и Катаклизма. Не приемлют узколобых и суеверных взглядов Церкви, всячески препятствующей научному прогрессу.
2) Церковь Искупления — религиозная организация с сильным военным уклоном, все основные посты в которой занимают женщины. Считается, что Церкви известен секрет вечной молодости, никто не видел среди жриц и проповедниц девушек старше 30-40 лет. Основная доктрина — Конец Света уже произошёл, идет последняя битва между Царствием Небесным и Грешниками Пекла. Лишь после уничтожения последних наступит Рай Над Землей. Церковь считает что именно из-за неуемной страсти к запретному знанию и произошло как первое, так и второе Грехопадение. Возглавляемый мужчинами и стремящийся раскрыть тайны прошедших эпох Университет — главные враги Церкви.
3) Гильдия Торговцев — союз самых влиятельных купеческих семей, объединённых одной единственной целью — преумножением богатств. У них нет фанатичной веры Церкви, техартефактов Университета или уловок Странников, но у них есть универсальная сила, которая правит всем миром: у них есть деньги и они контролируют львиную долю торговли Неба. И поэтому у них есть все, что им может понадобиться.
Главное стремление Гильдии Торговцев — монополизировать торговлю и добычу ресурсов.
4) Гильдия Странников — сборище наиболее отчаянных и отважных капитанов, отказывающихся подчиняться кому-либо и готовых рискнуть всем ради славы первооткрывателя. Специализируются на экспедициях в удаленные уголки мира и к поверхности планеты, сражениях с самыми ужасными чудовищами и т. д. Кроме того, активно выступают против монополизации Гильдией Торговцев добычи ресурсов и торговли, их попыток установления олигархического мирового порядка.
5) Гильдия Мусорщиков — пожалуй, самая загадочная организация в Небе. Её представители немногословны, они редко появляются на виду, якобы дабы не доставлять неудобство окружающим своим видом и запахом. Официально Гильдия Мусорщиков занимается спасением потерпевших бедствие кораблей и транспортировкой их в близлежащие города. Известно, что они обладают какими-то загадочными средствами передвижения, позволяющими им передвигаться сквозь густую завесу облаков, однако Гильдия Мусорщиков ревностно хранит свои секреты, предпочитая не лезть в политику и оставаться в тени… до поры до времени…

## Игровая валюта
Дублоны (DL) — Золотые монеты. Основная денежная единица Неба. Названы в честь двойного профиля, отчеканенного на обеих сторонах монеты. Мнения насчет того, чей именно профиль изображен на дублонах, расходятся. Одни считают, что профиль принадлежит Мозесу, человеку, возглавившему Исход людей в Заоблачный Предел. Другие полагают, что там изображен первый правитель Бывшей Столицы (ныне Осколки). Иные думают, что на монете кто-то из Великих, почитавшихся Древними… но точно не знает никто.
Реалы (RL) — Реалы открывают доступ к платным сервисам Sky2Fly: на них вы можете приобретать легендарное оружие, более мощные корабли, различные эффекты и подарки в магазине, обменивать их на дублоны (DL) и т. п.
Серебряные дублоны (SD) — Особая валюта, получаемая в приключениях.
Знаки отваги (ZN) — Выдаются за победы над другими игроками при использовании Корсарского патента, а также за другие сражения и участие в приключениях. Обмениваются на звания!
Корабельные монеты (SC) — на эти монеты можно купить корабли неба. Корабли теперь покупаются не за реалы (RL), а за корабельные монеты (SC).

## Особенности игры
1) Возможность сражения с другими игроками (pvp) : турниры, клановые бои, арены,  битвы в открытом небе.
2) Морально устаревший движок игры который основан на Adobe Flash (Не поддерживается с 31 декабря 2020 года). Отсюда вытекают  проблемы с производительностью игры, безопасностью и т.п.
3) Игра постоянно требует от игрока вкладывать денежные средства. Без покупки товаров и услуг за реальные деньги играть становится крайне не комфортно. Чем больше вы прокачиваете своего персонажа тем более остро становится проблема с принуждением к покупки внутри игровых товаров и услуг.
4) Крайне низкое количество игроков на сервере. Основная часть комьюнити это старички (старожилы проекта) которые сильно прокачали своих персонажей. Конкурировать с ними крайне тяжело.
5) Отсутствие активной работы над проектом. Крайне низкий штат сотрудников. Куча устаревших механик, недоработок и т.п. которые разработчик не будет исправлять.